# Galilei (trein)
De Galilei was een internationale nachttrein tussen Parijs en Italië. De trein is genoemd naar de Italiaanse wetenschapper Galileo Galilei.

## EuroCity
De Galilei werd op 31 mei 1987 als een van de acht nachttreinen in het EuroCity net opgenomen voor het traject Parijs - Lausanne - Brig - (Simplonroute) - Milaan - Venetië/Florence. De trein had twee takken, één naar Venetië en één naar Florence, die in Milaan werden gesplitst/samengevoegd. Het traject door Zwitserland werd  's nachts afgelegd. Op 22 mei 1993 reed de Galilei voor het laatst als EuroCity.

## EuroNight
Omdat vanaf 1993 de naam EuroCity slechts is voorbehouden aan dagtreinen is de Galilei ondergebracht in het toen gestarte EuroNight netwerk. De exploitatie van de trein kwam in 1995 in handen van Artesia, een dochterbedrijf van de FS en de SNCF dat is opgericht voor de exploitatie van de treindienst tussen Frankrijk en Italië. Voor de tak naar Venetië ging een aparte trein rijden onder de naam EN Rialto, terwijl de Galilei vanaf Florence tot Rome werd doorgetrokken. Op 12 december 2004 werd de Galilei opgeheven en de reizigers tussen Parijs en Rome moeten sindsdien gebruikmaken van de enige, tussen die steden, overgebleven nachttrein de EN Palatino.